# Serie A 1971 (hockey su pista)
La Serie A 1971 è stata la 48ª edizione (la 22ª a girone unico), del torneo di primo livello del campionato italiano di hockey su pista. La competizione ha avuto inizio il 17 aprile e si è conclusa il 2 ottobre 1971.
Lo scudetto è stato conquistato dal Novara per la quindicesima volta, la terza consecutiva, nella sua storia.

## Stagione

Beniamino Battistella neo acquisto del Novara.

### Novità
A prendere il testimone dell'ENEL Bari retrocesso in serie B vi fu, vincendo il campionato cadetto, il CGC Viareggio. La squadra viareggina nacque nel 1947 e sarà a lungo protagonista dell'hockey nazionale. Rispetto al torneo precedente la federazione decise di aumentare le squadre partecipanti da dieci a dodici. Per arrivare quindi all'organico previsto, e tenuto conto del fatto che la Pro Follonica e l'SC Follonica si fusero formando la Polisportiva Follonica, fu ripescato l'ENEL Bari, che come detto era retrocesso l'anno precedente; la formazione barese però decise di non partecipare alla serie A e al suo posto fu ripescato il Bassano; furono ripescate anche il CP Grosseto e l'Amatori Vercelli che l'anno precedente avevano perso gli spareggi promozione. Al torneo quindi parteciparono: Amatori Lodi, Amatori Modena, Amatori Vercelli, Bassano, Monza, CGC Viareggio, CP Grosseto, Laverda Breganze, Marzotto Valdagno, Novara (campione in carica), Follonica, Triestina.

### Formula
La formula del campionato fu la seguente: la manifestazione fu organizzata con un girone all'italiana, con gare di andata e ritorno per un totale di 22 giornate: erano assegnati 2 punti per l'incontro vinto e un punto a testa per l'incontro pareggiato, mentre non ne era attribuito alcuno per la sconfitta. Al termine del campionato la prima squadra classificata venne proclamata campione d'Italia mentre l'undicesima e la dodicesima classificate retrocedettero in serie B.

### Avvenimenti
Il campionato iniziò il 17 aprile e si concluse il 2 ottobre 1971. All'inizio del torneo ci fu equilibrio durato quattro giornate in cui al comando del torneo vi erano l'Amatori Modena e il Novara seguite dalla Candy Monza, dal Breganze e dalla Triestina. Alla quinta giornata però prese la testa solitaria della classifica la squadra guidata da Ferruccio Panagini. Il club piemontese non ebbe difficoltà a mantenere tale posizione; infatti il Novara riuscì a collezionare venti vittorie e due pareggi senza conoscere alcuna sconfitta durante tutto l'arco della stagione (arrivando così a cinquantatré risultati utili consecutivi con l'ultima sconfitta in campionato che risaliva alla stagione 1969). Da segnalare inoltre che alla forte formazione novarese fu aggiunto anche il fuoriclasse del Breganze, Beniamino Battistella. In questa stagione il Novara raggiunse anche la finale della Coppa dei Campioni dove però venne sconfitta dai campioni d'Europa in carica del Reus Deportiu. A retrocedere in serie B furono il Grosseto e l'Amatori Vercelli. Robert Olthoff del Novara segnando 91 reti vinse per la seconda volta consecutiva la classifica dei cannonieri.

## Squadre partecipanti
| Club              | Stag.    | Città                   | Impianto                 | Stagione precedente              |
| ----------------- | -------- | ----------------------- | ------------------------ | -------------------------------- |
| Amatori Lodi      | dettagli | Lodi (MI)               | PalaRiboni               | 8º in Serie A                    |
| Amatori Modena    | dettagli | Modena                  | PalaMolza                | 2º in Serie A                    |
| Amatori Vercelli  | dettagli | Vercelli                | Circolo Lav. Rione Isola | In Serie B, 3º agli spareggi     |
| Bassano           | dettagli | Bassano del Grappa (VI) | ?                        | In Serie B                       |
| Monza             | dettagli | Monza (MI)              | Pista di via Boccaccio   | 3º in Serie A                    |
| CGC Viareggio     | dettagli | Viareggio (LU)          | PalaBarsacchi            | In Serie B, promosso             |
| Follonica         | dettagli | Follonica (GR)          | Pista Armeni             | 7º in Serie A                    |
| CP Grosseto       | dettagli | Grosseto                | Pista di viale Manetti   | In Serie B, 4º agli spareggi     |
| Laverda Breganze  | dettagli | Breganze (VI)           | Centro Giov. Don Bosco   | 6º in Serie A                    |
| Marzotto Valdagno | dettagli | Valdagno (VI)           | PalaSoldà                | 5º in Serie A                    |
| Novara            | dettagli | Novara                  | Palazzetto dello sport   | 1º in Serie A, campione d'Italia |
| Triestina         | dettagli | Trieste                 | PalaChiarbola            | 4º in Serie A                    |

### Allenatori e primatisti
| Squadra           | Allenatore         | Cannoniere               |
| ----------------- | ------------------ | ------------------------ |
| Amatori Lodi      |                    |                          |
| Amatori Modena    |                    |                          |
| Amatori Vercelli  | Franco Cerrina     |                          |
| Bassano           |                    |                          |
| Monza             |                    |                          |
| CGC Viareggio     | Alfredo Cupisti    |                          |
| CP Grosseto       |                    |                          |
| Laverda Breganze  |                    |                          |
| Marzotto Valdagno |                    |                          |
| Novara            | Ferruccio Panagini | Robert Olthoff (91 reti) |
| Follonica         |                    |                          |
| Triestina         |                    |                          |

## Classifica finale
|  | Pos. | Squadra           | Pt | G  | V  | N | P  | GF  | GS  | DR   |
|  | ---- | ----------------- | -- | -- | -- | - | -- | --- | --- | ---- |
|  | 1.   | Novara            | 42 | 22 | 20 | 2 | 0  | 219 | 68  | +151 |
|  | 2.   | Triestina         | 33 | 22 | 15 | 3 | 4  | 106 | 62  | +44  |
|  | 3.   | Amatori Modena    | 31 | 22 | 14 | 3 | 5  | 127 | 76  | +51  |
|  | 4.   | Laverda Breganze  | 31 | 22 | 15 | 1 | 6  | 108 | 77  | +31  |
|  | 5.   | Monza             | 29 | 22 | 14 | 1 | 7  | 181 | 92  | +89  |
|  | 6.   | Marzotto Valdagno | 24 | 22 | 12 | 0 | 10 | 124 | 141 | -17  |
|  | 7.   | Bassano           | 21 | 22 | 10 | 1 | 11 | 99  | 101 | -2   |
|  | 8.   | Follonica         | 17 | 22 | 8  | 1 | 13 | 89  | 97  | -8   |
|  | 9.   | CGC Viareggio     | 16 | 22 | 7  | 2 | 13 | 106 | 106 | +0   |
|  | 10.  | Amatori Lodi      | 16 | 22 | 8  | 0 | 14 | 93  | 123 | -30  |
|  | 11.  | CP Grosseto       | 2  | 22 | 0  | 2 | 20 | 54  | 173 | -119 |
|  | 12.  | Amatori Vercelli  | 2  | 22 | 0  | 2 | 20 | 94  | 284 | -190 |

Legenda:
      Campione d'Italia e qualificato in Coppa dei Campioni 1971-1972
  Vincitore della Coppa Italia 1971.
      Retrocessa in Serie B.
Note:
Due punti a vittoria, uno a pareggio, zero a sconfitta.
L'Amatori Modena prevale sul Laverda Breganze in virtù del migliore quoziente reti.
Il CGC Viareggio prevale sull'Amatori Lodi in virtù del migliore quoziente reti.
Il CP Grosseto prevale sull'Amatori Vercelli in virtù del migliore quoziente reti.

## Risultati

### Tabellone
| 1971                | AmLo | AmVc | Bass | Foll  | Gros  | Iris | Lave | Marz | Monz | Nova | Patt | Trie |
| ------------------- | ---- | ---- | ---- | ----- | ----- | ---- | ---- | ---- | ---- | ---- | ---- | ---- |
| Amatori Lodi        | –––– | 12-4 | 4-3  | 5-3   | 5-1   | 3-5  | 2-4  | 3-10 | 3-9  | 6-9  | 8-4  | 2-7  |
| Amatori Vercelli    | 5-9  | –––– | 3-9  | 26-11 | 14-14 | 4-14 | 4-9  | 7-8  | 3-1  | 2-22 | 5-12 | 4-12 |
| Bassano             | 4-3  | 17-5 | –––– | 5-2   | 5-3   | 0-6  | 2-3  | 5-2  | 6-5  | 0-10 | 5-3  | 3-4  |
| Follonica           | 10-4 | 9-4  | 2-4  | ––––  | 7-0   | 3-3  | 3-5  | 5-2  | 2-4  | 3-7  | 4-1  | 2-3  |
| Grosseto            | 2-3  | 4-4  | 2-7  | 3-5   | ––––  | 0-15 | 2-3  | 3-6  | 2-5  | 3-16 | 1-7  | 0-4  |
| Iris Amatori Modena | 6-3  | 8-1  | 6-6  | 6-2   | 6-1   | –––– | 6-6  | 9-7  | 3-4  | 2-5  | 7-6  | 3-4  |
| Laverda Breganze    | 5-2  | 12-5 | 9-2  | 4-1   | 9-0   | 4-2  | –––– | 4-8  | 3-1  | 3-9  | 7-2  | 4-3  |
| Marzotto Valdagno   | 5-6  | 18-4 | 6-3  | 4-3   | 6-3   | 3-7  | 5-4  | –––– | 9-6  | 1-12 | 3-2  | 9-4  |
| Monza               | 8-5  | 27-2 | 7-4  | 9-2   | 19-1  | 3-4  | 7-2  | 16-6 | –––– | 5-10 | 17-2 | 4-4  |
| Novara              | 8-2  | 20-3 | 11-4 | 9-5   | 15-2  | 7-3  | 3-1  | 17-4 | 5-3  | –––– | 8-3  | 4-1  |
| Patt.Viareggini     | 7-2  | 17-3 | 4-2  | 2-3   | 9-6   | 3-4  | 3-4  | 8-1  | 3-5  | 5-5  | –––– | 2-2  |
| Triestina           | 4-1  | 8-2  | 6-2  | 5-1   | 3-1   | 1-2  | 5-3  | 10-1 | 5-4  | 7-7  | 4-1  | –––– |

## Risultati
| Andata (1ª) | Andata (1ª) | Prima giornata                | Ritorno (12ª) | Ritorno (12ª) |
|             |             |                               |               |               |
| 17 apr.     | 0-10        | Bassano-Novara                | 4-11          | 10 lug.       |
| 17 apr.     | 4-4         | Grosseto-Amatori Vercelli     | 14-14         | 10 lug.       |
| 17 apr.     | 6-2         | Amatori Modena-Pol. Follonica | 3-3           | 10 lug.       |
| 17 apr.     | 5-2         | Laverda Breganze-Amatori Lodi | 4-2           | 10 lug.       |
| 17 apr.     | 17-2        | Monza-CGC Viareggio           | 5-3           | 10 lug.       |
| 17 apr.     | 10-1        | Triestina-Marzotto Valdagno   | 4-9           | 10 lug.       |

| Andata (2ª) | Andata (2ª) | Seconda giornata                | Ritorno (13ª) | Ritorno (13ª) |
|             |             |                                 |               |               |
| 24 apr.     | 3-9         | Amatori Lodi-Candy Monza        | 5-8           | 17 lug.       |
| 24 apr.     | 4-14        | Amatori Vercelli-Amatori Modena | 1-8           | 17 lug.       |
| 24 apr.     | 5-2         | Bassano-Marzotto Valdagno       | 3-6           | 17 lug.       |
| 24 apr.     | 7-0         | Pol. Follonica-Grosseto         | 5-3           | 17 lug.       |
| 24 apr.     | 4-1         | Novara-Triestina                | 7-7           | 17 lug.       |
| 24 apr.     | 3-4         | CGC Viareggio-Laverda Breganze  | 2-7           | 17 lug.       |

| Andata (1ª) | Andata (1ª) | Prima giornata                | Ritorno (12ª) | Ritorno (12ª) |
|             |             |                               |               |               |
| 17 apr.     | 0-10        | Bassano-Novara                | 4-11          | 10 lug.       |
| 17 apr.     | 4-4         | Grosseto-Amatori Vercelli     | 14-14         | 10 lug.       |
| 17 apr.     | 6-2         | Amatori Modena-Pol. Follonica | 3-3           | 10 lug.       |
| 17 apr.     | 5-2         | Laverda Breganze-Amatori Lodi | 4-2           | 10 lug.       |
| 17 apr.     | 17-2        | Monza-CGC Viareggio           | 5-3           | 10 lug.       |
| 17 apr.     | 10-1        | Triestina-Marzotto Valdagno   | 4-9           | 10 lug.       |

| Andata (2ª) | Andata (2ª) | Seconda giornata                | Ritorno (13ª) | Ritorno (13ª) |
|             |             |                                 |               |               |
| 24 apr.     | 3-9         | Amatori Lodi-Candy Monza        | 5-8           | 17 lug.       |
| 24 apr.     | 4-14        | Amatori Vercelli-Amatori Modena | 1-8           | 17 lug.       |
| 24 apr.     | 5-2         | Bassano-Marzotto Valdagno       | 3-6           | 17 lug.       |
| 24 apr.     | 7-0         | Pol. Follonica-Grosseto         | 5-3           | 17 lug.       |
| 24 apr.     | 4-1         | Novara-Triestina                | 7-7           | 17 lug.       |
| 24 apr.     | 3-4         | CGC Viareggio-Laverda Breganze  | 2-7           | 17 lug.       |

| Andata (3ª) | Andata (3ª) | Terza giornata                  | Ritorno (14ª) | Ritorno (14ª) |
|             |             |                                 |               |               |
| 1º mag.     | 1-7         | Grosseto-CGC Viareggio          | 6-9           | 24 lug.       |
| 1º mag.     | 6-3         | Amatori Modena-Amatori Lodi     | 5-3           | 24 lug.       |
| 1º mag.     | 4-1         | Laverda Breganze-Pol. Follonica | 5-3           | 24 lug.       |
| 1º mag.     | 1-12        | Marzotto Valdagno-Novara        | 4-17          | 24 lug.       |
| 1º mag.     | 27-2        | Candy Monza-Amatori Vercelli    | 12-3          | 24 lug.       |
| 1º mag.     | 6-2         | Tristina-Bassano                | 4-3           | 24 lug.       |

| Andata (4ª) | Andata (4ª) | Quarta giornata                  | Ritorno (15ª) | Ritorno (15ª) |
|             |             |                                  |               |               |
| 22 mag.     | 5-9         | Amatori Vercelli-Amatori Lodi    | 4-12          | 31 lug.       |
| 22 mag.     | 5-3         | Bassano-Grosseto                 | 7-2           | 31 lug.       |
| 22 mag.     | 5-2         | Pol. Follonica-Marzotto Valdagno | 3-4           | 31 lug.       |
| 22 mag.     | 3-4         | Candy Monza-Amatori Modena       | 4-3           | 31 lug.       |
| 22 mag.     | 3-1         | Novara-Laverda Breganze          | 9-3           | 31 lug.       |
| 22 mag.     | 2-2         | CGC Viareggio-Triestina          | 1-4           | 31 lug.       |

| Andata (3ª) | Andata (3ª) | Terza giornata                  | Ritorno (14ª) | Ritorno (14ª) |
|             |             |                                 |               |               |
| 1º mag.     | 1-7         | Grosseto-CGC Viareggio          | 6-9           | 24 lug.       |
| 1º mag.     | 6-3         | Amatori Modena-Amatori Lodi     | 5-3           | 24 lug.       |
| 1º mag.     | 4-1         | Laverda Breganze-Pol. Follonica | 5-3           | 24 lug.       |
| 1º mag.     | 1-12        | Marzotto Valdagno-Novara        | 4-17          | 24 lug.       |
| 1º mag.     | 27-2        | Candy Monza-Amatori Vercelli    | 12-3          | 24 lug.       |
| 1º mag.     | 6-2         | Tristina-Bassano                | 4-3           | 24 lug.       |

| Andata (4ª) | Andata (4ª) | Quarta giornata                  | Ritorno (15ª) | Ritorno (15ª) |
|             |             |                                  |               |               |
| 22 mag.     | 5-9         | Amatori Vercelli-Amatori Lodi    | 4-12          | 31 lug.       |
| 22 mag.     | 5-3         | Bassano-Grosseto                 | 7-2           | 31 lug.       |
| 22 mag.     | 5-2         | Pol. Follonica-Marzotto Valdagno | 3-4           | 31 lug.       |
| 22 mag.     | 3-4         | Candy Monza-Amatori Modena       | 4-3           | 31 lug.       |
| 22 mag.     | 3-1         | Novara-Laverda Breganze          | 9-3           | 31 lug.       |
| 22 mag.     | 2-2         | CGC Viareggio-Triestina          | 1-4           | 31 lug.       |

| Andata (5ª) | Andata (5ª) | Quinta giornata                    | Ritorno (16ª) | Ritorno (16ª) |
|             |             |                                    |               |               |
| 22 mag.     | 8-4         | Amatori Lodi-CGC Viareggio         | 2-7           | 7 ago.        |
| 22 mag.     | 3-7         | Pol. Follonica-Novara              | 5-9           | 7 ago.        |
| 22 mag.     | 2-5         | Grosseto-Candy Monza               | 1-19          | 7 ago.        |
| 22 mag.     | 6-6         | Amatori Modena-Bassano             | 6-0           | 7 ago.        |
| 22 mag.     | 5-4         | Marzotto Valdagno-Laverda Breganza | 8-4           | 7 ago.        |
| 22 mag.     | 8-2         | Triestina-Amatori Vercelli         | 12-4          | 7 ago.        |

| Andata (6ª) | Andata (6ª) | Sesta giornata                   | Ritorno (17ª) | Ritorno (17ª) |
|             |             |                                  |               |               |
| 2 giu.      | 4-3         | Bassano-Amatori Lodi             | 3-4           | 28 ago.       |
| 2 giu.      | 9-0         | Laverda Breganze-Grosseto        | 3-2           | 28 ago.       |
| 2 giu.      | 3-7         | Marzotto Valdagno-Amatori Modena | 7-9           | 28 ago.       |
| 2 giu.      | 4-4         | Candy Monza-Triestina            | 4-5           | 28 ago.       |
| 2 giu.      | 20-3        | Novara-Amatori Vercelli          | 22-2          | 28 ago.       |
| 2 giu.      | 2-3         | CGC Viareggio-Pol. Follonica     | 1-4           | 28 ago.       |

| Andata (5ª) | Andata (5ª) | Quinta giornata                    | Ritorno (16ª) | Ritorno (16ª) |
|             |             |                                    |               |               |
| 22 mag.     | 8-4         | Amatori Lodi-CGC Viareggio         | 2-7           | 7 ago.        |
| 22 mag.     | 3-7         | Pol. Follonica-Novara              | 5-9           | 7 ago.        |
| 22 mag.     | 2-5         | Grosseto-Candy Monza               | 1-19          | 7 ago.        |
| 22 mag.     | 6-6         | Amatori Modena-Bassano             | 6-0           | 7 ago.        |
| 22 mag.     | 5-4         | Marzotto Valdagno-Laverda Breganza | 8-4           | 7 ago.        |
| 22 mag.     | 8-2         | Triestina-Amatori Vercelli         | 12-4          | 7 ago.        |

| Andata (6ª) | Andata (6ª) | Sesta giornata                   | Ritorno (17ª) | Ritorno (17ª) |
|             |             |                                  |               |               |
| 2 giu.      | 4-3         | Bassano-Amatori Lodi             | 3-4           | 28 ago.       |
| 2 giu.      | 9-0         | Laverda Breganze-Grosseto        | 3-2           | 28 ago.       |
| 2 giu.      | 3-7         | Marzotto Valdagno-Amatori Modena | 7-9           | 28 ago.       |
| 2 giu.      | 4-4         | Candy Monza-Triestina            | 4-5           | 28 ago.       |
| 2 giu.      | 20-3        | Novara-Amatori Vercelli          | 22-2          | 28 ago.       |
| 2 giu.      | 2-3         | CGC Viareggio-Pol. Follonica     | 1-4           | 28 ago.       |

| Andata (7ª) | Andata (7ª) | Settima giornata                   | Ritorno (18ª) | Ritorno (18ª) |
|             |             |                                    |               |               |
| 5 giu.      | 5-1         | Amatori Lodi-Grosseto              | 3-2           | 4 set.        |
| 5 giu.      | 7-8         | Amatori Vercelli-Marzotto Valdagno | 4-18          | 4 set.        |
| 5 giu.      | 2-4         | Pol. Follonica-Candy Monza         | 2-9           | 4 set.        |
| 5 giu.      | 2-5         | Amatori Modena-Novara              | 3-7           | 4 set.        |
| 5 giu.      | 4-2         | CGC Viareggio-Bassano              | 3-5           | 4 set.        |
| 5 giu.      | 5-3         | Triestina-Laverda Breganze         | 3-4           | 4 set.        |

| Andata (8ª) | Andata (8ª) | Ottava giornata                 | Ritorno (19ª) | Ritorno (19ª) |
|             |             |                                 |               |               |
| 12 giu.     | 17-5        | Bassano-Amatori Vercelli        | 9-3           | 11 set.       |
| 12 giu.     | 2-3         | Pol. Follonica-Triestina        | 1-5           | 11 set.       |
| 12 giu.     | 0-15        | Grosseto-Amatori Modena         | 1-6           | 11 set.       |
| 12 giu.     | 9-2         | Laverda Breganze-Candy Monza    | 2-7           | 11 set.       |
| 12 giu.     | 3-2         | Marzotto Valdagno-CGC Viareggio | 1-8           | 11 set.       |
| 12 giu.     | 8-2         | Novara-Amatori Lodi             | 9-6           | 11 set.       |

| Andata (7ª) | Andata (7ª) | Settima giornata                   | Ritorno (18ª) | Ritorno (18ª) |
|             |             |                                    |               |               |
| 5 giu.      | 5-1         | Amatori Lodi-Grosseto              | 3-2           | 4 set.        |
| 5 giu.      | 7-8         | Amatori Vercelli-Marzotto Valdagno | 4-18          | 4 set.        |
| 5 giu.      | 2-4         | Pol. Follonica-Candy Monza         | 2-9           | 4 set.        |
| 5 giu.      | 2-5         | Amatori Modena-Novara              | 3-7           | 4 set.        |
| 5 giu.      | 4-2         | CGC Viareggio-Bassano              | 3-5           | 4 set.        |
| 5 giu.      | 5-3         | Triestina-Laverda Breganze         | 3-4           | 4 set.        |

| Andata (8ª) | Andata (8ª) | Ottava giornata                 | Ritorno (19ª) | Ritorno (19ª) |
|             |             |                                 |               |               |
| 12 giu.     | 17-5        | Bassano-Amatori Vercelli        | 9-3           | 11 set.       |
| 12 giu.     | 2-3         | Pol. Follonica-Triestina        | 1-5           | 11 set.       |
| 12 giu.     | 0-15        | Grosseto-Amatori Modena         | 1-6           | 11 set.       |
| 12 giu.     | 9-2         | Laverda Breganze-Candy Monza    | 2-7           | 11 set.       |
| 12 giu.     | 3-2         | Marzotto Valdagno-CGC Viareggio | 1-8           | 11 set.       |
| 12 giu.     | 8-2         | Novara-Amatori Lodi             | 9-6           | 11 set.       |

| Andata (9ª) | Andata (9ª) | Nona giornata                   | Ritorno (20ª) | Ritorno (20ª) |
|             |             |                                 |               |               |
| 19 giu.     | 3-10        | Amatori Lodi-Marzotto Valdagno  | 6-5           | 18 set.       |
| 19 giu.     | 6-11        | Amatori Vercelli-Pol. Follonica | 4-9           | 18 set.       |
| 19 giu.     | 0-4         | Grosseto-Triestina              | 1-3           | 18 set.       |
| 19 giu.     | 6-6         | Amatori Modena-Laverda Breganze | 2-4           | 18 set.       |
| 19 giu.     | 7-4         | Candy Monza-Bassano             | 5-6           | 18 set.       |
| 19 giu.     | 5-5         | CGC Viareggio-Novara            | 3-8           | 18 set.       |

| Andata (10ª) | Andata (10ª) | Decima giornata                   | Ritorno (21ª) | Ritorno (21ª) |
|              |              |                                   |               |               |
| 26 giu.      | 3-6          | Pol. Follonica-Bassano            | 2-5           | 25 set.       |
| 26 giu.      | 7-6          | Amatori Modena-CGC Viareggio      | 4-3           | 25 set.       |
| 26 giu.      | 12-5         | Laverda Breganze-Amatori Vercelli | 6-3           | 25 set.       |
| 26 giu.      | 6-3          | Marzotto Valdagno-Grosseto        | 6-3           | 25 set.       |
| 26 giu.      | 5-3          | Novara-Candy Monza                | 10-5          | 25 set.       |
| 26 giu.      | 4-1          | Triestina-Amatori Lodi            | 7-2           | 25 set.       |

| Andata (9ª) | Andata (9ª) | Nona giornata                   | Ritorno (20ª) | Ritorno (20ª) |
|             |             |                                 |               |               |
| 19 giu.     | 3-10        | Amatori Lodi-Marzotto Valdagno  | 6-5           | 18 set.       |
| 19 giu.     | 6-11        | Amatori Vercelli-Pol. Follonica | 4-9           | 18 set.       |
| 19 giu.     | 0-4         | Grosseto-Triestina              | 1-3           | 18 set.       |
| 19 giu.     | 6-6         | Amatori Modena-Laverda Breganze | 2-4           | 18 set.       |
| 19 giu.     | 7-4         | Candy Monza-Bassano             | 5-6           | 18 set.       |
| 19 giu.     | 5-5         | CGC Viareggio-Novara            | 3-8           | 18 set.       |

| Andata (10ª) | Andata (10ª) | Decima giornata                   | Ritorno (21ª) | Ritorno (21ª) |
|              |              |                                   |               |               |
| 26 giu.      | 3-6          | Pol. Follonica-Bassano            | 2-5           | 25 set.       |
| 26 giu.      | 7-6          | Amatori Modena-CGC Viareggio      | 4-3           | 25 set.       |
| 26 giu.      | 12-5         | Laverda Breganze-Amatori Vercelli | 6-3           | 25 set.       |
| 26 giu.      | 6-3          | Marzotto Valdagno-Grosseto        | 6-3           | 25 set.       |
| 26 giu.      | 5-3          | Novara-Candy Monza                | 10-5          | 25 set.       |
| 26 giu.      | 4-1          | Triestina-Amatori Lodi            | 7-2           | 25 set.       |

| \| Andata (11ª) \| Andata (11ª) \| Undicesima giornata \| Ritorno (22ª) \| Ritorno (22ª) \| \| \| \| \| \| \| \| 3 lug. \| 5-3 \| Amatori Lodi-Pol. Follonica \| 4-10 \| 2 ott. \| \| 3 lug. \| 5-12 \| Amatori Vercelli-CGC Viareggio \| 3-17 \| 2 ott. \| \| 3 lug. \| 2-3 \| Bassano-Laverda Breganze \| 1-3 \| 2 ott. \| \| 3 lug. \| 3-16 \| Grosseto-Novara \| 2-15 \| 2 ott. \| \| 3 lug. \| 16-6 \| Candy Monza-Marzotto Valdagno[3] \| 6-9 \| 2 ott. \| \| 3 lug. \| 1-2 \| Triestina-Amatori Modena \| 4-3 \| 2 ott. \| |              |                                |               |               |
| Andata (11ª) | Andata (11ª) | Undicesima giornata            | Ritorno (22ª) | Ritorno (22ª) |
| |              |                                |               |               |
| 3 lug. | 5-3          | Amatori Lodi-Pol. Follonica    | 4-10          | 2 ott.        |
| 3 lug. | 5-12         | Amatori Vercelli-CGC Viareggio | 3-17          | 2 ott.        |
| 3 lug. | 2-3          | Bassano-Laverda Breganze       | 1-3           | 2 ott.        |
| 3 lug. | 3-16         | Grosseto-Novara                | 2-15          | 2 ott.        |
| 3 lug. | 16-6         | Candy Monza-Marzotto Valdagno  | 6-9           | 2 ott.        |
| 3 lug. | 1-2          | Triestina-Amatori Modena       | 4-3           | 2 ott.        |

| Andata (11ª) | Andata (11ª) | Undicesima giornata            | Ritorno (22ª) | Ritorno (22ª) |
|              |              |                                |               |               |
| 3 lug.       | 5-3          | Amatori Lodi-Pol. Follonica    | 4-10          | 2 ott.        |
| 3 lug.       | 5-12         | Amatori Vercelli-CGC Viareggio | 3-17          | 2 ott.        |
| 3 lug.       | 2-3          | Bassano-Laverda Breganze       | 1-3           | 2 ott.        |
| 3 lug.       | 3-16         | Grosseto-Novara                | 2-15          | 2 ott.        |
| 3 lug.       | 16-6         | Candy Monza-Marzotto Valdagno  | 6-9           | 2 ott.        |
| 3 lug.       | 1-2          | Triestina-Amatori Modena       | 4-3           | 2 ott.        |

## Verdetti
| Verdetto                          | Club                         |
| --------------------------------- | ---------------------------- |
| Campione d'Italia 1971            | Novara (15º titolo)          |
| Qualificato in Coppa dei Campioni | Novara                       |
| Retrocesse in Serie B             | CP Grosseto Amatori Vercelli |

### Squadra campione
| N° | Naz.                   | Ruolo | Sportivo              |  |  |  |
| -- | ---------------------- | ----- | --------------------- |  |  |  |
| ?  | Italia (bandiera)      | E     | Gianpietro Aina       |  |  |  |
| ?  | Italia (bandiera)      | E     | Beniamino Battistella |  |  |  |
| ?  | Italia (bandiera)      | E     | Daniele Maderna       |  |  |  |
| ?  | Italia (bandiera)      | E     | Erasmo Marcon         |  |  |  |
| ?  | Italia (bandiera)      | P     | Andreino Maremma      |  |  |  |
| ?  | Italia (bandiera)      | E     | Franco Mora           |  |  |  |
| ?  | Paesi Bassi (bandiera) | E     | Robert Olthoff        |  |  |  |
| ?  | Italia (bandiera)      | E     | Ennio Romagnoli       |  |  |  |
| ?  | Italia (bandiera)      | P     | Mario Romussi         |  |  |  |
| ?  | Italia (bandiera)      | E     | Renzo Zaffinetti      |  |  |  |

- Allenatore:  Ferruccio Panagini

## Statistiche del torneo

### Capoliste solitarie
|    | —— | —— | —— | ——     | —— | —— | —— | —— | ——  | ——  | ——  | ——  | ——  | ——  | ——  | ——  | ——  | ——  | ——  | ——  | ——  | —— |  |
|    |    |    |    | Novara |    |    |    |    |     |     |     |     |     |     |     |     |     |     |     |     |     |    |  |
|    |    |    |    |        |    |    |    |    |     |     |     |     |     |     |     |     |     |     |     |     |     |    |  |
|    |    |    |    |        |    |    |    |    |     |     |     |     |     |     |     |     |     |     |     |     |     |    |  |
| 1ª | 2ª | 3ª | 4ª | 5ª     | 6ª | 7ª | 8ª | 9ª | 10ª | 11ª | 12ª | 13ª | 14ª | 15ª | 16ª | 17ª | 18ª | 19ª | 20ª | 21ª | 22ª |    |  |

### Classifica in divenire
|                   | 1ª | 2ª | 3ª | 4ª | 5ª | 6ª | 7ª | 8ª | 9ª | 10ª | 11ª | 12ª | 13ª | 14ª | 15ª | 16ª | 17ª | 18ª | 19ª | 20ª | 21ª | 22ª |
| ----------------- | -- | -- | -- | -- | -- | -- | -- | -- | -- | --- | --- | --- | --- | --- | --- | --- | --- | --- | --- | --- | --- | --- |
| Amatori Lodi      | 0  | 0  | 0  | 2  | 4  | 4  | 6  | 6  | 6  | 6   | 8   | 8   | 8   | 8   | 10  | 10  | 12  | 14  | 14  | 16  | 16  | 16  |
| Amatori Modena    | 2  | 4  | 6  | 8  | 9  | 11 | 11 | 13 | 14 | 16  | 18  | 19  | 21  | 23  | 23  | 25  | 27  | 27  | 29  | 29  | 31  | 31  |
| Amatori Vercelli  | 1  | 1  | 1  | 1  | 1  | 1  | 1  | 1  | 1  | 1   | 1   | 2   | 2   | 2   | 2   | 2   | 2   | 2   | 2   | 2   | 2   | 2   |
| Bassano           | 0  | 2  | 2  | 4  | 5  | 7  | 7  | 9  | 9  | 11  | 11  | 11  | 11  | 11  | 13  | 13  | 13  | 15  | 17  | 19  | 21  | 21  |
| Monza             | 2  | 4  | 6  | 6  | 8  | 9  | 11 | 11 | 13 | 13  | 15  | 17  | 19  | 21  | 23  | 25  | 25  | 27  | 29  | 29  | 29  | 29  |
| CGC Viareggio     | 0  | 0  | 2  | 3  | 3  | 3  | 5  | 5  | 6  | 6   | 8   | 8   | 8   | 10  | 10  | 12  | 12  | 12  | 14  | 14  | 14  | 16  |
| CP Grosseto       | 1  | 1  | 1  | 1  | 1  | 1  | 1  | 1  | 1  | 1   | 1   | 2   | 2   | 2   | 2   | 2   | 2   | 2   | 2   | 2   | 2   | 2   |
| Laverda Breganze  | 2  | 4  | 6  | 6  | 6  | 8  | 8  | 10 | 11 | 13  | 15  | 17  | 19  | 21  | 21  | 21  | 23  | 25  | 25  | 27  | 29  | 31  |
| Marzotto Valdagno | 0  | 0  | 0  | 0  | 2  | 2  | 4  | 6  | 8  | 10  | 10  | 12  | 14  | 14  | 16  | 18  | 18  | 20  | 20  | 20  | 22  | 24  |
| Novara            | 2  | 4  | 6  | 8  | 10 | 12 | 14 | 16 | 17 | 19  | 21  | 23  | 24  | 26  | 28  | 30  | 32  | 34  | 36  | 38  | 40  | 42  |
| Follonica         | 0  | 2  | 2  | 4  | 4  | 6  | 6  | 6  | 8  | 8   | 8   | 9   | 11  | 11  | 11  | 11  | 13  | 13  | 13  | 15  | 15  | 17  |
| Triestina         | 2  | 2  | 4  | 5  | 7  | 8  | 10 | 12 | 14 | 16  | 16  | 16  | 17  | 19  | 21  | 23  | 25  | 25  | 27  | 29  | 31  | 33  |

### Record squadre
- Maggior numero di vittorie: Novara (20)
- Minor numero di vittorie: Amatori Vercelli e CP Grosseto (0)
- Maggior numero di pareggi: Amatori Modena e Triestina (3)
- Minor numero di pareggi: Amatori Lodi e Marzotto Valdagno (0)
- Maggior numero di sconfitte: Amatori Vercelli e CP Grosseto (20)
- Minor numero di sconfitte: Novara (0)
- Miglior attacco: Novara (219 reti realizzate)
- Peggior attacco: CP Grosseto (54 reti realizzate)
- Miglior difesa: Triestina (62 reti subite)
- Peggior difesa: Amatori Vercelli (284 reti subite)
- Miglior differenza reti: Novara (+151)
- Peggior differenza reti: Amatori Vercelli (-190)

### Classifica cannonieri
| Gol |  |  | Giocatore      | Squadra |
| --- |  |  | -------------- | ------- |
| 91  |  |  | Robert Olthoff | Novara  |